# NGC 1679
NGC 1679 (również PGC 16120) – magellaniczna galaktyka spiralna z poprzeczką (SBm), znajdująca się w gwiazdozbiorze Rylca. Odkrył ją John Herschel 18 listopada 1835 roku.